# 클레오 레인
클레오 레인 여사(영어: Dame Cleo Laine, DBE, 1927년 10월 28일 ~ 2025년 7월 24일)는 영국의 재즈 가수이자 배우이다. 특유의 스캣 창법과 콘트랄토부터 하이 C까지 넘나드는 넓은 음역으로 유명하다.
1958년 존 댕크워스와 결혼해 그가 사망할 때까지 함께했다.
1983년 카네기 홀에서의 10주년 기념공연 라이브 음반을 제작했고, 이 음반으로 1985년 최우수 여성 재즈 보컬 부문 그래미상을 받았다.

## 서훈
- 1979년 대영 제국 훈장 4등급(OBE)[2]
- 1997년 대영 제국 훈장 2등급(DBE, 작위급 훈장)[3]